# Lepidodactylus novaeguineae
Lepidodactylus novaeguineae là một loài thằn lằn trong họ Gekkonidae. Loài này được Brown & Parker mô tả khoa học đầu tiên năm 1977.